# Seligeria subimmersa
Seligeria subimmersa là một loài rêu trong họ Seligeriaceae. Loài này được Lindb. mô tả khoa học đầu tiên năm 1879.